# باشگاه فوتبال لتکام

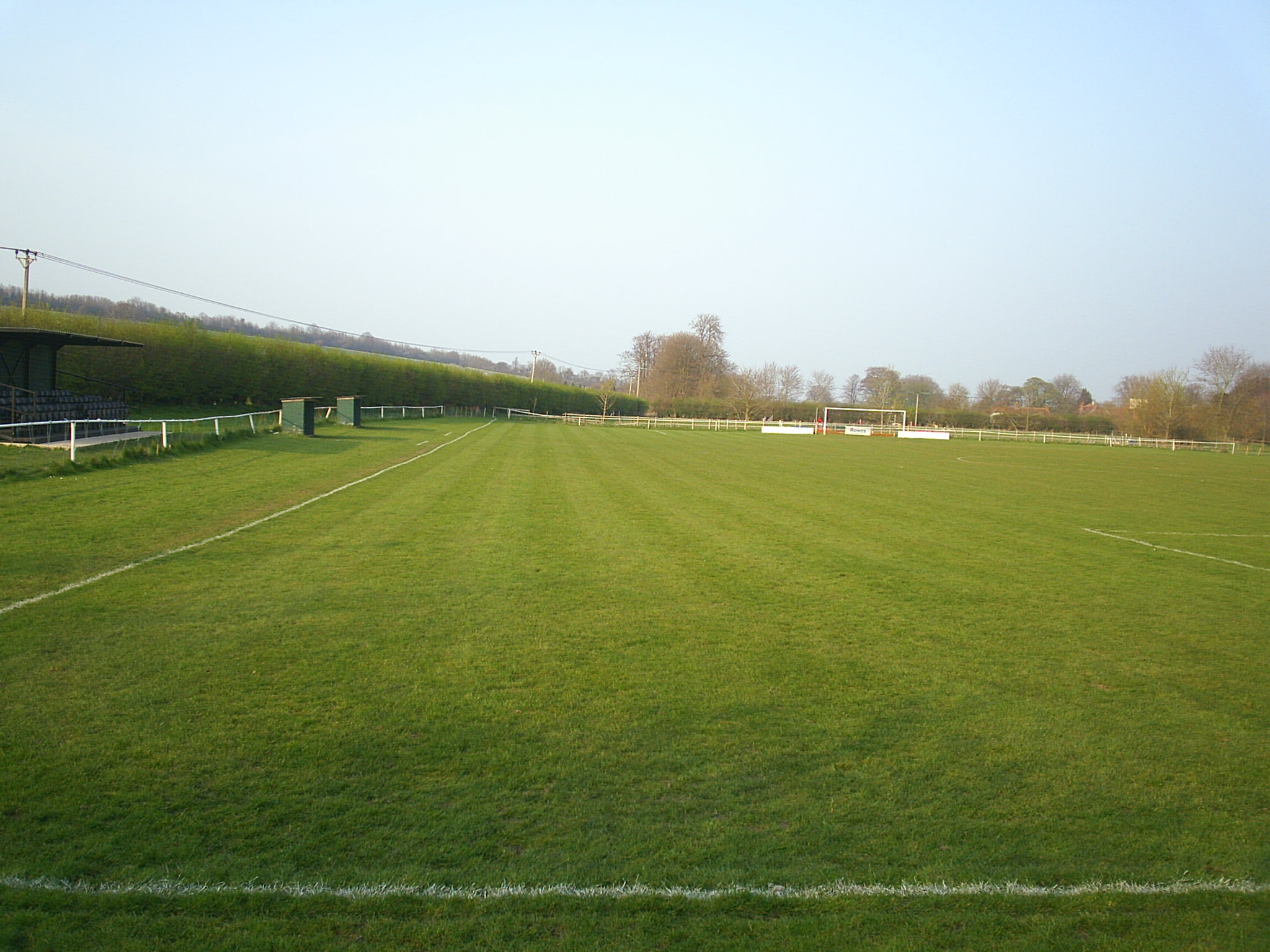
زمین تمرین باشگاه فوتبال لتکام

باشگاه فوتبال لتکام (به انگلیسی: Letcombe Football Club) یک باشگاه فوتبال در شهر لتکام ریجس، کشور انگلستان است که در سال ۱۹۹۰ میلادی تأسیس شده‌است.